# 傅立国
傅立国（1934年9月—），男，汉族，四川南江人，中国植物分类学家，曾任中国科学院植物研究所研究员。主编《中国高等植物》。